# تیلکوه (دهگلان)
تیلکوه (دهگلان)، روستایی از توابع بخش مرکزی شهرستان دهگلان در استان کردستان ایران است،که در 27کیلومتری شهرستان دهگلان قرار دارد.
که دارای آثار باستانی و جاهای دیدنی از جمله:شیطان بازار،سوارگان،سونه کوژیاو،و...
این روستا از قدیمی ترین روستا های منطقه ییلاق دهگلان هست.
این روستا با اینکه روستای کم امکاناتی هست که اما در کنکور سال94یکی از دانش اموزان این روستا صاحب رتبه دو رقمی کشوری نیز شد.

## جمعیت
این روستا در دهستان ئیلاق شمالی قرار دارد و براساس سرشماری مرکز آمار ایران در سال ۱۳۸۵، جمعیت آن 178 نفر (42خانوار) بوده‌است.